# Upplands runinskrifter 458
Upplands runinskrifter 458 är två vikingatida runstensfragment av granit i Skråmsta, Haga socken och Sigtuna kommun. Runstenen studerades av Olof Celsius den äldre 1727, men efter det och fram till upptäckten av de två fragmenten 1978 fanns inga spår av stenen.

## Svarthövde och hans släkt
Runstenarna U 457, U 458 och U 459 har rests av samma ätt. Genom ristningarna på de tre stenarna blir tre släktled kända:
Svarthövde var gift med Torgunn. De fick (åtminstone) två barn, Anund och Est. Est, i sin tur, hade sonen Saxe.

## Inskriften
Translitterering av runraden:
[× aist]r × lit × [ra... ... ... suart×haufþa × faþur] ...
Normalisering till runsvenska:
Æistr let ræ[isa] ... [æftiʀ] Svarthaufða, faður [sinn].
Översättning till nusvenska:
Est lät resa ... efter Svarthövde, sin fader.